# Eli Wallach
Eli Herschel Wallach (New York, 7 december 1915 – aldaar, 24 juni 2014) was een Amerikaanse acteur van Joodse afkomst. De ouders van Eli waren vanuit Polen naar de Verenigde Staten geëmigreerd. Hij groeide op in de Italiaanse buurt van het stadsdeel Brooklyn en ontving in 1936 een bachelorgraad op de Universiteit van Austin in de staat Texas. Hij volgde theaterlessen in New York bij Neighborhood Playhouse.
Wallach debuteerde in 1945 op Broadway en won in 1951 de Tony Award voor zijn optreden in het toneelstuk The Rose Tattoo van Tennessee Williams. Behalve op het toneel speelde hij in tal van televisieseries en films. De eerste western waarin hij speelde was The Magnificent Seven (1960). Zijn onbetwist grootste rol in dit genre was die van de achterbakse, hebzuchtige maar ook komische bandiet Tuco the Ugly in Sergio Leones Spaghettiwestern The Good, the Bad and the Ugly (1966). Latere westerns waarin hij speelde waren onder andere Ace High (1968) en Mackenna's Gold (1969).
Een andere grote rol was die van maffiabaas in The Godfather Part III (1990). Ondanks zijn hoge leeftijd speelde hij in 2007 nog mee in de komedie Mama's Boy en in 2010 in The Ghost Writer en Wall Street: Money Never Sleeps.
In 2010 kreeg Wallach een ere-Oscar voor zijn hele oeuvre. Hiermee werd hij de oudste acteur die een Oscar won.

## Persoonlijk
Wallach trouwde op 5 maart 1948 met actrice Anne Jackson. Samen kregen ze drie kinderen. Eli Wallach stierf medio 2014 op 98-jarige leeftijd. Hij werd overleefd door zijn vrouw, drie kinderen, vijf kleinkinderen en enkele achterkleinkinderen.

## Filmografie
- Lights Out (televisieserie) – rol onbekend (afl. "Rappaccini's Daughter", 1951)
- Armstrong Circle Theatre (televisieserie) – rol onbekend (afl. "The Portrait", 1952)
- Studio One (televisieserie) – rol onbekend (afl. "Stan, the Killer", 1952), Peter Hendon (afl. "The Man Who Wasn't Himself", 1957)
- The Web (televisieserie) – rol onbekend (afl. "Deadlock", 1952)
- Goodyear Television Playhouse (televisieserie) – rol onbekend (afl. "The Brownstone", 1954)
- Kraft Television Theatre (televisieserie) – rol onbekend (afl. "Delicate Story", 1954)
- The Philco Television Playhouse (televisieserie) – Nacho (afl. "The Beautiful Bequest", 1949; afl. "The Baby", 1953; afl. "Shadow of the Champ", 1955; afl. "The Outsiders", 1955)
- The Kaiser Aluminum Hour (televisieserie) – Cristof (afl. "A Fragile Affair", 1956)
- Baby Doll (1956) – Silva Vaccaro
- Hallmark Hall of Fame (televisieserie) – Dauphin (afl. "The Lark", 1957)
- The Seven Lively Arts (televisieserie) – rol onbekend (afl. "The World of Nick Adams", 1957)
- Climax! (televisieserie) – Albert Anastasia (afl. "Albert Anastasia – His Life and Death", 1958)
- Where Is Thy Brother? (televisiefilm, 1958) – Dan
- The Lineup (1958) – danser
- Suspicion (televisieserie) – rol onbekend (afl. "The Death of Paul Dane", 1958)
- Westinghouse Desilu Playhouse (televisieserie) – Raymond Perez (afl. "My Father, the Fool", 1958)
- Playhouse 90 (televisieserie) – Poskrebyshev (afl. "The Plot to Kill Stalin", 1958), rol onbekend (afl. "The Blue Men", 1959), Rafael (afl. "For Whom the Bell Tolls: Part 1 & 2", 1959)
- Shirley Temple's Storybook (televisieserie) – Simon (afl. "The Emperor's New Clothes", 1958)
- Gift of the Magi (televisiefilm, 1958) – verteller
- The DuPont Show of the Month (televisieserie) – Sancho Panza/Cervantes' dienaar (afl. "I, Don Quixote", 1959)
- Goodyear Theatre (televisieserie) – Joseph Lanowski (afl. "Birthright", 1960)
- Lullaby (televisiefilm, 1960) – Johnny Horton
- Naked City (televisieserie) – Detective Bane (afl. "A Death of Princes", 1960), George Manin (afl. "A Run for the Money", 1962)
- Play of the Week (televisieserie) – Johnny Horton (afl. "Lullaby", 1960)
- Seven Thieves (1960) – Poncho/Baron von Roelitz
- The Magnificent Seven (1960) – Calvera
- The Misfits (1961) – Guido
- Hemingway's Adventures of a Young Man (1962) – John
- The Dick Powell Show (televisieserie) – Manny Jacobs (afl. "Tomorrow, the Man", 1962)
- How the West Was Won (1962) – Charlie Gant
- Pantomime Quiz (televisieserie) – gast-panellid (episode 15 april 1963)
- The Victors (1963) – Sgt. Craig
- Act One (1963) – Warren Stone
- The Moon-Spinners (1964) – Stratos
- Kisses for My President (1964) – Valdez
- Lord Jim (1965) – The General
- Genghis Khan (1965) – Shah of Khwarezm
- Poppies Are Also Flowers (1966) – 'Happy' Locarno
- How to Steal a Million (1966) – Davis Leland
- The Good, the Bad and the Ugly (1966) – Tuco
- Batman (televisieserie) – Mr. Freeze (afl. "Ice Spy", 1967; afl. "The Duo Defy", 1967)
- The Tiger Makes Out (1967) – Ben Harris
- CBS Playhouse (televisieserie) – Douglas Lambert (afl. "Dear Friends", 1967)
- How to Save a Marriage and Ruin Your Life (1968) – Harry Hunter
- A Lovely Way to Die (1968) – Tennessee Fredericks
- I quattro dell'Ave Maria (Ace High) (1968) – Cacopoulos
- Le Cerveau (1969) – Frankie Scannapieco
- Mackenna's Gold (1969) – Ben Baker
- The Adventures of Gerard (1970) – Napoleon
- The Angel Levine (1970) – bediende in delicatessenwinkel
- The People Next Door (1970) – Arthur Mason
- The Reason Why (korte film, 1970) – Charles
- Zigzag (1970) – Mario Gambretti
- The Typists (televisiefilm, 1971) – Paul Cunningham
- The Young Lawyers (televisieserie) – James Johnson Scott (afl. "Legal Maneuver", 1971)
- Romance of a Horsethief (1971) – Kifke
- ¡Viva la muerte...tua! (1971) – Max Lozoya
- The Chill Factor (televisiefilm, 1973) – Dr. Frank Enari
- l'Ultima chance (1973) – Joe
- Cinderella Liberty (1973) – Lynn Forshay
- Indict and Convict (televisiefilm, 1974) – DeWitt Foster
- Great Mysteries (televisieserie) – Fuzzy (afl. "Compliments of the Season", 1974)
- Crazy Joe (1974) – Don Vittorio
- Houston, We've Got a Problem (televisiefilm, 1974) – verteller (stem)
- Paradise Lost (televisiefilm, 1974) – Leo
- Il bianco, il giallo, il nero (1975) – sheriff Edward Gideon, alias Black Jack
- Kojak (televisieserie) – Lee Curtin (afl. "A Question of Answers", 1975)
- Attenti al buffone (1976) – Cesare
- ...e tanta paura (1976) – Pietro Riccio
- 20 Shades of Pink (televisiefilm, 1976) – rol onbekend
- Independence (1976) – Benjamin Franklin
- The Sentinel (1977) – Det. Gatz
- Seventh Avenue (Mini-serie, 1977) – Gus Farber
- Nasty Habits (1977) – Monsignor
- The Domino Principle (1977) – General Reser
- The Deep (1977) – Adam Coffin
- Squadra antimafia (1978) – Gerolamo Giarra
- Girlfriends (1978) – Rabbi Gold
- The Pirate (televisiefilm, 1978) – Ben Ezra
- Movie Movie (1978) – Vince Marlow/Pop
- Circle of Iron (1978) – Man-in-Oil
- Firepower (1979) – Sal Hyman
- Winter Kills (1979) – Joe Diamond
- The Hunter (1980) – Ritchie Blumenthal
- Fugitive Family (televisiefilm, 1980) – Olan Vacio
- The Salamander (1981) – General Leporello
- The Pride of Jesse Hallam (televisiefilm, 1981) – Sal Galucci
- Tales of the Unexpected (televisieserie) – Gerry Williams (afl. "Shatterproof", 1981)
- Skokie (televisiefilm, 1981) – Bert Silverman
- The Wall (televisiefilm, 1982) – Mauritzi Apt
- The Executioner's Song (televisiefilm, 1982) – Uncle Vern Damico
- Anatomy of an Illness (televisiefilm, 1984) – Dr. William Hitzig
- Sam's Son (1984) – Sam Orowitz
- Murder: By Reason of Insanity (televisiefilm, 1985) – Dr. Huffman
- Embassy (televisiefilm, 1985) – Joe Verga
- Christopher Columbus (Mini-serie, 1985) – Father Hernando De Talavera
- Our Family Honor (televisieserie) – Vincent Danzig (1985-1986)
- Something in Common (televisiefilm, 1986) – Norman Voss
- Highway to Heaven (televisieserie) – Tim Charles (afl. "To Bind the Wounds", 1986), Gene Malloy (afl. "A Father's Faith", 1987)
- Rocket to the Moon (televisiefilm, 1986) – Mr. Prince
- Tough Guys (1986) – Leon B. Little
- Worlds Beyond (televisieserie) – rol onbekend (afl. "The Black Tomb", 1987)
- Nuts (1987) – Dr. Herbert A. Morrison
- The Impossible Spy (televisiefilm, 1987) – Yacov
- Murder, She Wrote (televisieserie) – Salatore Gambini (afl. "A Very Good Year for Murder", 1988)
- The New Alfred Hitchcock Presents (televisieserie) – Yosef Kandinsky (afl. "Kandinsky's Vault", 1988)
- CBS Schoolbreak Special (televisieserie) – Ira Abrams (afl. "A Matter of Conscience", 1989)
- The Two Jakes (1990) – Cotton Weinberger
- The Godfather: Part III (1990) – Don Altobello
- L.A. Law (televisieserie) – Judge Adam Biel (afl. "There Goes the Judge", 1991)
- Vendetta: Secrets of a Mafia Bride (televisiefilm, 1991) – Frank Latella
- Nonesense and Lullabyes: Poems (video, 1992) – rol onbekend
- Nonesense and Lullabyes: Nursery Rhymes (video, 1992) – rol onbekend
- Article 99 (1992) – Sam Abrams
- Legacy of Lies (televisiefilm, 1992) – Moses Resnick
- Mistress (1992) – George Lieberhof
- Law & Order (televisieserie) – Simon Vilanis (afl. "The Working Stiff", 1992)
- Teamster Boss: The Jackie Presser Story (televisiefilm, 1992) – Bill Presser
- Night and the City (1992) – Peck
- Lincoln (televisiefilm, 1992) – William Crook (stem)
- Tribeca (televisieserie) – Joe (afl. "Stepping Back", 1993)
- Vendetta II: The New Mafia (televisiefilm, 1993) – Frank Latella
- Caro dolce amore (1994) – rol onbekend
- Two Much (1995) – Sheldon Dodge
- Larry's Visit (korte film, 1996) – rol onbekend
- The Associate (1996) – Donald Fallon
- Naked City: Justice with a Bullet (televisiefilm, 1998) – Deluca
- Uninvited (1999) – Strasser
- Keeping the Faith (2000) – Rabbi Ben Lewis
- The Bookfair Murders (televisiefilm, 2000) – Erich Schmidt
- 100 Centre Street (televisieserie) – Joe Franlangelo (afl. "Kids: Part 1", 2001)
- Monday Night Mayhem (televisiefilm, 2002) – Leonard Goldenson
- The Job (televisieserie) – Mr. Weiss (afl. "Betrayal", 2002)
- The Education of Max Bickford (televisieserie) – Jay Bickford, Max' vader (afl. "I Never Schlunged My Father", 2002; afl. "Genesis", 2002; afl. "One More Time", 2002)
- Advice and Dissent (2002) – The Rebbe
- The Root (2003) – rol onbekend
- Veritas: The Quest (televisieserie) – Rabbi (afl. "The Name of God", 2003)
- ER (televisieserie) – Mr. Langston (afl. "A Boy Falling Out of the Sky", 2003)
- Mystic River (2003) – Mr. Loonie, eigenaar slijterij (Niet op aftiteling)
- Whoopi (televisieserie) – Norman (afl. "American Woman", 2004)
- King of the Corner (2004) – Sol Spivak
- The Easter Egg Adventure (2004) – verteller (stem)
- Character Studies (televisieserie) – presentator (afl. onbekend, 2005)
- The Moon and the Son: An Imagined Conversation (2005) – The Father (stem)
- A Taste of Jupiter (2005) – Arturo
- Stroker and Hoop (televisieserie) – verteller (afl. "I Saw Stroker Killing Santa", 2005)
- The Hoax (2006) – Noah Dietrich
- Studio 60 on the Sunset Strip (televisieserie) – Eli Weinraub (afl. "The Wrap Party", 2006)
- The Holiday (2006) – Arthur
- Mama's Boy (2007) – Seymour Warburton
- New York, I Love You (2008) – Abe
- The Toe Tactic (2008) – Maestro
- Vote and Die: Liszt for President (2008) – Joe Nightingale
- Nurse Jackie (televisieserie) – Bernard Zimberg (afl. "Chicken Soup", 2009)
- Tickling Leo (2009) – Emil Pikler
- The Train (Korte film, 2015) – Andre
- The Ghost Writer (2010) – oude man bij het strand
- Wall Street: Money Never Sleeps (2010) – Jules Steinhardt